# 안동 봉정사 목조관음보살좌상
안동 봉정사 목조관음보살좌상(安東 鳳停寺 木造觀音菩薩坐像)은 경상북도 안동시 서후면, 봉정사에 있는 고려시대의 보살상이다.
2004년 10월 14일 경상북도의 유형문화재 제351호 봉정사 목조관세음보살좌상(鳳停寺 木造觀世音菩薩坐像)로 지정되었다가, 2009년 10월 20일 대한민국의 보물 제1620호로 승격되었다.

## 개요
안동 봉정사 목조관세음보살좌상은 여러 개의 나무들을 접합한 접목조기법(接木造技法)으로 이루어졌으며 눈은 수정을 감입하였다. 사찰에 전하는 대웅전관음개금현판(大雄殿觀音槪金懸板)과 1753년의 중수원문(重修願文)을 통하여 1199년에 처음 조성되어 1363년에서 1364년 사이와 1751년에서 1753년 사이에 중수된 상임을 알 수 있다.
양식적으로도 이 관음보살상은 아직 고려적으로 변모하지 않은 이국적인 풍모, 마치 배흘림기둥을 연상시키듯 맵시있게 땋아 올린 보계(寶髻), 어깨 위에서 중첩된 고리모양을 이루며 늘어진 보발(寶髮)의 표현, 긴장감 넘치는 옷 주름, 세련된 조각기법과 균형미 넘치는 비례 등에서 중국 남송대의 불상이나 12세기 말에서 13세기 전반으로 추정되는 《안동 보광사 목조관음보살좌상》이나 《서산 개심사 목조아미타여래좌상》 등과 비교된다. 따라서 이 상은 <대웅전관음중수현판기>에 기록된 대로 승안(承安) 4년, 즉 1199년(高麗 神宗 2) 무렵에는 조성되었을 가능성이 높다. 이 관음보살상은 고려후기 새롭게 대두하는 신고전주의(新古典主義) 양식 불상의 시원적 형태를 간직한 상으로 이러한 불상 양식의 성립과 전개과정을 살펴보는데 매우 중요한 상으로 평가 된다.

## 같이 보기
- 안동 보광사 목조관음보살좌상 및 복장유물 - 보물 제1571호
- 서산 개심사 목조아미타여래좌상 - 보물 제1619호

## 참고 자료
- 안동 봉정사 목조관음보살좌상 - 국가유산청 국가유산포털